# Organizacja strażnicza
Organizacja strażnicza (z ang. watchdog) – organizacja pozarządowa, która zajmuje się monitorowaniem i upublicznianiem działań podejmowanych przez instytucje publiczne lub inne instytucje (np. prywatne korporacje) czy też osoby mające wpływ na sferę publiczną w celu wykrycia nieprawidłowości w ich działaniach. Działania strażnicze podejmują także dziennikarze śledczy.
Początek działań strażniczych w Polsce wiąże się z monitorowaniem przestrzegania praw człowieka oraz ochroną środowiska. W przypadku praw człowieka taką organizacją był Komitet Helsiński, natomiast pierwszą organizacją ekologiczną, która prowadziła działania o charakterze strażniczym, był Polski Klub Ekologiczny.